# Botz-en-Mauges

Botz-en-Mauges este o comună în departamentul Maine-et-Loire, Franța. În 2009 avea o populație de 806 de locuitori.